# Rábatöttös
Rábatöttös est un village et une commune du comitat de Vas en Hongrie, résultant de la fusion des communes de Rábatöttös et Gutaháza en 1942 sous le nom Gutatöttös, changé à nouveau en Rábatöttös en 1992.